# Baetis foemina
Baetis foemina is een haft uit de familie Baetidae. De wetenschappelijke naam van de soort is voor het eerst geldig gepubliceerd in 1936 door McDunnough.
De soort komt voor in het Nearctisch gebied.